# Dayton-Wright USXB-1A
Dayton-Wright USXB-1A – amerykański samolot myśliwski i obserwacyjny zaprojektowany w zakładach Armii Amerykańskiej Engineering Division i produkowany seryjnie w firmie Dayton-Wright Company, licencyjna wersja myśliwca Bristol F.2 Fighter z innym silnikiem i zmienioną konstrukcją kadłuba.

## Tło historyczne
W momencie wejście Stanów Zjednoczonych do I wojny światowej 6 kwietnia 1916 ówczesna Armia Amerykańska (Aviation Section, Signal Corps była częścią Armii, Siły Powietrzne Stanów Zjednoczonych jako osobny i niezależny rodzaj sił zbrojnych powstały dopiero po II wojnie światowej) nie miała na stanie żadnego samolotu myśliwskiego, w czasie wojny amerykańskie dywizjony wyposażone były w samoloty francuskie i brytyjskie. 1 maja 1916 dowództwo Armii wystosowało zamówienie na „samolot dostosowany do walki i pościgu za wrogimi samolotami”. Samolot miał być uzbrojony w dwa karabiny maszynowe, a napęd miał stanowić silnik o mocy 100-150 koni mechanicznych. Ówczesna amerykańska doktryna bojowa w użyciu lotnictwa była pod bardzo silnym francuskim wpływem na co wskazywał fakt, że wymagane osiągi samolotu były podane w systemie metrycznym, a nie w używanych do tej pory w Stanach Zjednoczonych jednostkach imperialnych. W odpowiedzi na zamówienie Armii powstało kilka projektów i prototypów wybudowanych w różnych firmach, ale do końca wojny nie udało się rozpocząć produkcji żadnego rodzimego amerykańskiego myśliwca, powstały wówczas między innymi takie samoloty jak Orenco B i Thomas-Morse MB-1.
Oprócz prób produkcji własnych samolotów w Stanach Zjednoczonych próbowano także rozpocząć produkcję licencyjnych myśliwców Bristol F.2 Fighter. W sierpniu lub wrześniu do Stanów Zjednoczonych dotarł pierwszy myśliwiec Bristola który został przekazany do zakładów Curtissa, gdzie został wyposażony został wyposażony w standardowy wówczas amerykański silnik lotniczy (United States Standard Aircraft Engine) Liberty L-12. Wersja z silnikiem Liberty Curtiss F.2B okazała się bardzo nieudana, ale pomimo to zamówiono 2000 samolotów w tej wersji choć ostatecznie wyprodukowano ich tylko 27.
W kwietniu 1918 z zakładach Curtissa jeden z wybudowanych wcześniej samolotów O-1 oraz drugi Bristol importowany z Wielkiej Brytanii zostały wyposażone w 300-konny silnik Hispano-Suiza, tak zmodyfikowane samoloty otrzymały oznaczenie USB-1. W tym czasie w bazie McCook Field planowano jeszcze produkcję czterech przebudowanych samolotów Curtissa z kadłubem krytym sklejką, dwa pierwsze z nich napędzane były silnikami Wright Hispano i Liberty 8 (odpowiednio USB-1 i USB-2), dwa następne miały otrzymać te same silniki, ale ze zmienioną konstrukcją kadłuba (odpowiednio USB-3 i USB-4). Ostatecznie nie zdecydowano się na konstrukcję B-1 i B2, a B-3 i B-4 zostały przemianowane na XB-1 i XB-2, po czym porzucono także budowę XB-2. XB-1 został uszkodzony jeszcze przed pierwszym lotem i został przebudowany już pod ostatecznym oznaczeniem Engineering Division USBX-1A.

## Historia
Pierwszy lot nowego samolotu odbył się dopiero 3 lipca 1919. Oprócz pięciu początkowym egzemplarzy wybudowanych w warsztatach Armii (numery seryjne 40124-40125 i 94107-94108) w latach 1920-21 zamówiono jeszcze 40 samolotów tego typu w nieco zmienionej formie i z silnikiem Wright Model H pod oznaczeniem Dayton-Wright USXB-1A (numery seryjne 64156-64193 i 64300-64301), z kadłubem wykonanym z forniru i dodatkowym wyposażeniem. Zamówione dodatkowo samoloty był o 800 funtów (ok. 360 kg) cięższe od prototypu i nie nadawały się na myśliwce, w lotnictwie amerykańskim używane były jako samoloty obserwacyjne.

## Opis konstrukcji
USXB-1A był jednosilnikowym, dwumiejscowym dwupłatem o dwukomorowym układzie skrzydeł. W porównaniu z Bristolem F.2 na którym bazował różnił się przede wszystkim nieco zaokrągloną, krytą sklejką, a później fornirem, konstrukcją kadłuba. Napęd samolotu stanowił silnik Wright-Hispano H o mocy 300 KM. W późniejszej wersji produkcyjnej samolot miał kadłub skorupowy.
Samolot uzbrojony był w cztery karabiny maszynowe, dwa nieruchome strzelające do przoduje i ruchomy, podwójnie sprzężony obsługiwany przez strzelca/obserwatora. W pierwszym prototypie samolotu stanowisko obserwatora wyposażone było w karabiny maszynowe typu Marlin, wersje produkcyjne zostały wyposażone w karabiny maszynowe Browninga.

## Wersje
- USB-1 (Engineering Division) - importowany Bristol z silnikiem Wright-Hispano H(inne języki) o mocy 300 KM[9][10]
- USB-2 (Engineering Division) - Curtiss Bristol z silnikiem Libery 8 o mocy 290 KM, rozbity 6 września 1918[9][10]
- USXB-1A (Engineering Division) - cztery egzemplarze z różnymi silnikami[10][11]
- XB-1 (Dayton-Wright) - dwumiejscowy dwupłat zaprojektowany w Engineering Division w oparciu o Bristola, prototyp został uszkodzony w pierwszym locie[11].
- USXB/XB-1A (Daytong-Wright) - wersja produkcyjna z silnikiem Wright-Hispano H 360 KM[11], jeden egzemplarz z silnikiem Packard 1A-1237[10]